# Altsaalfeld
Altsaalfeld ist ein Stadtteil von Saalfeld im Landkreis Saalfeld-Rudolstadt in Thüringen.

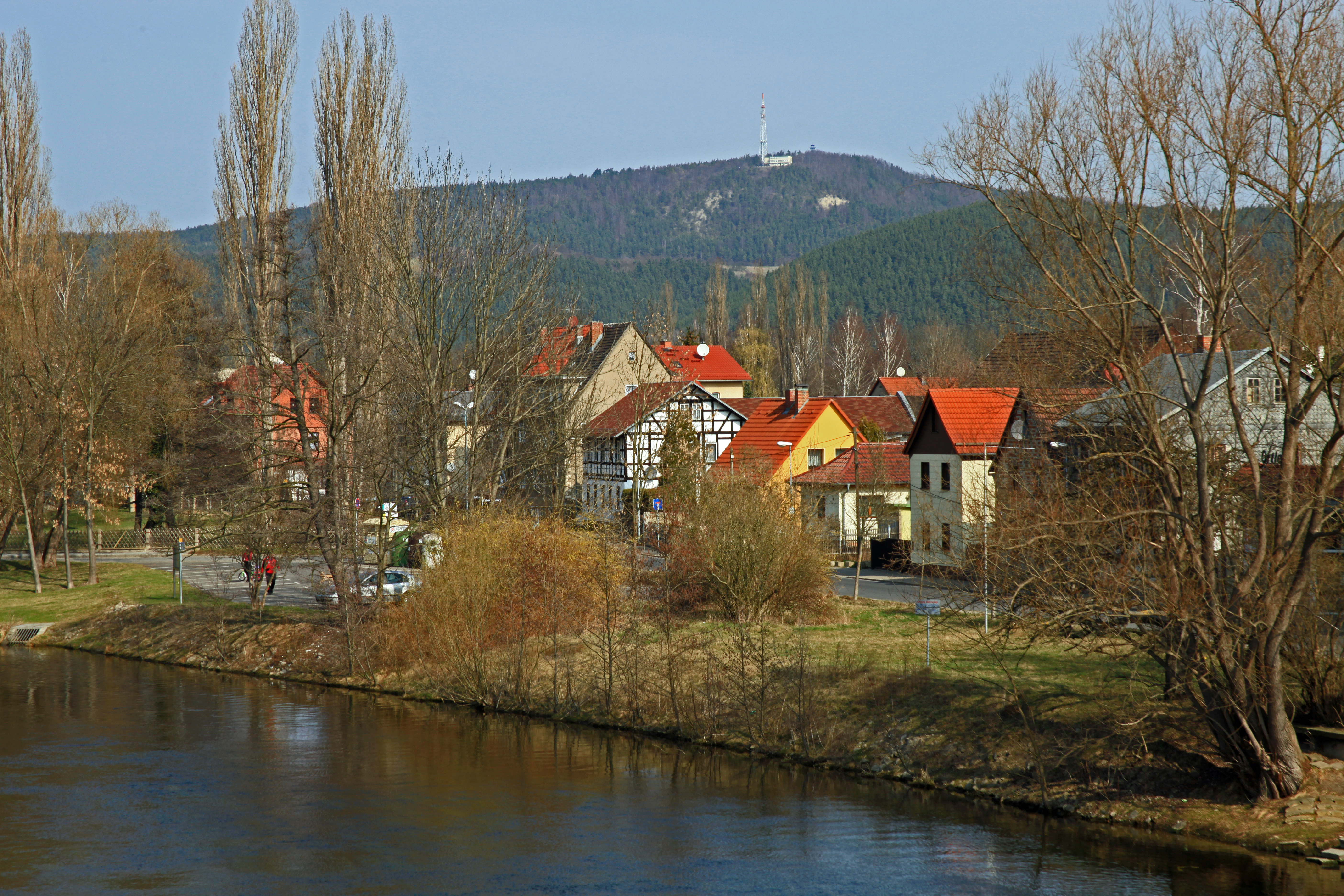
Altsaalfeld und Kulmberg

## Geografie
Altsaalfeld am rechten Ufer der Saale ist niedrig gelegen und daher oft Überschwemmungen ausgesetzt. Es liegt an der Straße nach Pößneck und ist mit der Saalfelder Altstadt durch die Saalebrücke verbunden. Es wird von einem rechten Nebenarm der Saale, der Lache, umschlossen.

## Geschichte
Das damalige Dorf Altsaalfeld (1265 Alttensaluelt) ist an einem Nebenarm der Saale aus einem Fischerdorf hervorgegangen. Die Saaleaue östlich der heutigen Altstadt von Saalfeld und der weiter westlich liegenden Königspfalz war nur mit dieser Siedlung bebaut. Die Überlieferung besagt aber, dass Altsaalfeld, bevor es im Jahre 1199 zusammen mit Saalfeld niedergebrannt wurde, größer gewesen ist. Der Ortskern der Altgemeinde lag direkt an der Mündung des Weirabaches in die Saale und war durch den als Straßennamen angelegten Steinweg (heutige Pößnecker Straße) und über die Saalebrücke seit jeher eng mit der Stadt verbunden.
Durch die Verzweigung der Saale konnten schon im Mittelalter Gewerbebetriebe kleine Anlagen mit Wasserkraft nutzen. Zuerst entstanden vier Getreidemühlen, die Obermühle (zuletzt Sägewerk), die Mittelmühle, die Altsaalfelder oder Strenzelsmühle (ab 1848 Farbenfabrik) und die Niedermühle. Dazu kamen, teils in die jeweiligen Mühlenanwesen integriert, vier Schneidemühlen, drei Lohmühlen, eine Graupenmühle, sowie zwei Pulvermühlen, die beide 1640 zusammen mit der Altsaalfelder Mühle in Flammen aufgingen. Zudem gab es zwei Walkmühlen und zwei Farbehäuser der Saalfelder Tuchmacher. Zur Aufbereitung des silberhaltigen Kupfererzes des Roten Berges diente eine ab 1524 auf der Lacheinsel eingerichtete Schmelzhütte (nach 1548 Saigerhütte, ab 1866 Farbenfabrik), sowie ab 1548 eine zweite Schmelzhütte (1673 bis 1839 Blaufarbenfabrik, zuletzt Tuchfabrik). Von den drei Lohnmühlen gehörte eine zur Obermühle. Die andere zu Mittelmühle und die dritte, allerdings nur für das 16. Jahrhundert belegte, zur Altsaalfelder Mühle. Die Walkmühle der Saalfeld Tuchmacherinnung gab es schon 1378. Eine solche auf der Lacheninsel gegenüber der Schmelzhütte wurde aber 1548 neben die Altsaalfelder Mühle verlegt, wo sie bis 1831 arbeitete. Die anderen bestanden ebenfalls an der Hüttenlache.

## Eingemeindung Altsaalfeld
Am 1. Januar 1889 wurde die bis dahin selbstständige Dorfgemeinde Altsaalfeld in die Stadt Saalfeld eingemeindet und vergrößerte diese so um 193,7 Hektar Fläche und um 549 Einwohner. Ausschlaggebend dafür war die Industrialisierung und vor allem die 1871 erfolgte Anbindung Saalfelds an die Eisenbahn. Der Bahnhof lag außerhalb der Stadt in dem Gebiet Altsaalfelds. Um ihn herum siedelten sich immer mehr Saalfelder Industriebetriebe an, die hier den Bahnanschluss und die verfügbare Baufläche für weitere Fabriken nutzten. Um diesen Aufbruch aufzufangen, beantragte die Stadt schon 1875 bei der herzoglichen Regierung in Meiningen, Altsaalfeld eingemeinden zu dürfen. Die dortigen Einwohner waren mehrheitlich einverstanden, nachdem ihnen Erhalt und Erweiterung ihrer Schule zugesagt wurden. Aufgrund einiger Widerstände stimmte der Meininger Landtag dem Antrag jedoch erst 1887 zu und die Eingemeindung konnte schließlich vollzogen werden. Schon kurz nach dem Zusammenschluss, im Juni 1890, begann die Stadt Saalfeld mit der Errichtung einer neuen Saalebrücke und band Altsaalfeld und Saalfeld – sowie den Bahnhof – damit auch infrastrukturell aneinander.